# Кецберг, Итэн
Итэн Кецберг (англ. Ethan Katzberg, род. 5 апреля 2002, Нанаймо, Британская Колумбия) — канадский метатель молота, олимпийский чемпион 2024 года, чемпион мира 2023 года, призёр игр Содружества (2022).

## Биография и карьера
Кецберг, бывший член легкоатлетического клуба Нанаймо, участвовал в чемпионате мира по легкой атлетике 2021 года среди юношей до 20 лет в соревновании по метанию молота, но финишировал последним, не выполнив ни одного допустимого броска в финале. На Играх Содружества 2022 года он завоевал серебряную медаль с результатом 76,36 метра.
На своём первом взрослом чемпионате мира в Будапеште в 2023 году канадец квалифицировался в финал с лучшим броском и национальным рекордом в 81,18 метра (266 футов 4 дюйма). В финале в своем пятом броске Кецберг метнул снаряд на 81,25 метра и, установив новый национальный рекорд, завоевал золотую медаль. Победа Итэна Кецберга сделала его не только самым молодым чемпионом мира по метанию молота среди мужчин, но и самым молодым призёром соревнований.
В апреле 2024 года на международных соревнованиях в Найроби выполнил бросок на 84,38 метра - лучший результат в метании молота с 2008 года. В июне года на канадском национальном отборе к Олимпийским играм в Париже установил новый рекорд национальных чемпионатов — 82,60 метра. На самой Олимпиаде в финальный день соревнований по метанию молота уже в первой попытке послал снаряд на 84,12 метра, что стало лучшим результатом дня. Второй результат дня — 82,28 метра — также был показан канадским метателем, тогда как остальные участники не преодолели отметку 80 метров. Выбран знаменосцем сборной Канады на церемонии закрытия Олимпийских игр.